# 西彼町
西彼町（せいひちょう）は、長崎県の西彼杵半島北部にあった町。西彼杵郡に属した。
2005年4月1日には、大瀬戸町、西海町、大島町、崎戸町と合併して西海市となり、自治体としては消滅した。

## 地理
西彼杵半島の北東端に位置する。東岸を大村湾に面し、北岸を伊ノ浦瀬戸（針尾瀬戸）に接する。伊ノ浦瀬戸を挟んで対岸にある佐世保市の針尾島との間には西海橋が架かる。大村湾の海域には多数の島々が点在する。
- 山：風高峰、小松岳、八人ヶ岳、峯岳、樫井岳、鳥岳
- 島嶼：竹島、三島、勘兵島、前ノ島、矢筈島、長島、堂島、焼島、千鳥島、玉子島、沖安甫島、ヘタ安甫島、橘島、沖裸島、裸島、イゲ島、ビギレ島、高島、畝島、田島、野島、湯島、前ノ島、末島
- 河川：鳥加川、大明寺川、木場川、菰立川、綿内川、柚子ノ川、中山川
- 溜池：七浦池、佛河内池
- 港湾：瀬川港、宮浦港

## 歴史

### 近現代
かつてはテーマパークブームのはしりである、ハウステンボスグループが経営していた長崎オランダ村があったが、2001年に閉園した。2005年3月19日には食をテーマにした商業施設キャスビレッジ（CAS ViLLAGE）として再オープンしたが、同年10月3日に経営破綻した。
- 1980年（昭和55年）11月 - 長崎バイオパーク開園。
- 1983年（昭和58年）7月 - 長崎オランダ村開園。
- 1993年（平成5年）4月 - 長崎オランダ村リニューアルオープン。
- 2001年（平成13年）10月 - 長崎オランダ村閉園。

### 行政区画の変遷
- 1889年（明治22年）4月1日 - 町村制施行により、西彼杵郡のうち後の町域にあたる以下の2村が発足。
  - 亀岳村（亀浦村と下岳村が合併）
  - 大串村（単独村制）
- 1961年（昭和36年）6月29日 -  町村合併促進法により、大串村と亀岳村が合併し西彼村が発足。初代村長、堀内。村名の由来は「西彼杵郡」の略称による[1]。
- 1969年（昭和44年）1月1日 - 町制施行。西彼町となる。
- 2005年（平成17年）4月1日 - 大瀬戸町・西海町・大島町・崎戸町と合併し市制施行。西海市が発足し、西彼町は自治体として消滅。

## 地域

### 地名
郷を行政区域とする。大字は設置していない。
旧亀岳村
亀岳村時代は「亀浦」「下岳」の2大字を設置していたが、西彼村発足と同時に廃止された。大字の区域の詳細は亀岳村#地名を参照。
- 風早郷
- 上岳郷
- 亀浦郷
- 喰場郷（じきば）
- 下岳郷
- 白似田郷
- 白崎郷
- 中山郷
- 平原郷（ひらばる）
- 宮浦郷

旧大串村
大串村は1889年の町村制施行時に合併を行っていないため、大字は無し。
- 伊ノ浦郷
- 大串郷
- 小迎郷
- 鳥加郷
- 平原郷
- 八木原郷

## 行政
- 町長 ： 村山一正（最終代）

## 教育

### 小・中学校
- 西彼町立亀岳小学校
- 西彼町立大串小学校
- 西彼町立白似田小学校
- 西彼町立北小学校
- 西彼町立西彼中学校

### 高等学校
- 長崎県立西彼農業高等学校

## 交通

### 鉄道路線
町域に鉄道施設は存在しない。最寄となるのは佐世保市にある早岐駅ないしはハウステンボス駅（JR佐世保線、大村線）。

### 道路
一般国道
- 国道202号
- 国道206号
  - 長崎県庁への連絡 ： 国道206号を南下。所要時間約50分（自動車）

## 経済

### 産業
農産物ではミカン、スイカなどが生産される。また波静かな大村湾に面しており、ナマコやカキ、真珠なども生産されている。

## 名所・旧跡・観光スポット・祭事・催事
- 西海橋公園
  - 伊ノ浦瀬戸（針尾瀬戸）
- 長崎バイオパーク

## その他

### 宗教
- 住吉本宮 - 宗教団体生長の家の総本山。喰場郷に所在。